# Vața de Jos
Vața de Jos – wieś w Rumunii, w okręgu Hunedoara, w gminie Vața de Jos. W 2011 roku liczyła 520 mieszkańców.